# 曹詢 (秦王)
曹询（231年—244年），魏明帝曹叡的养子。
魏明帝曹叡生的三子都夭折了，于是明帝抱养宗室之子曹询和曹芳。《魏氏春秋》记载，曹询和曹芳均为曹操曾孙，济南王曹楷之子，曹芳出生于232年，比曹询年少1岁。青龙三年八月庚午（235年9月23日），曹询封为秦王，曹芳封齐王。景初三年正月丁亥（239年1月22日），魏明帝立曹芳为皇太子，当年继位。正始元年（240年），以京兆郡改为秦国，为曹询封地。244年八月，曹询去世，年仅十四岁。

## 資料來源
- 三國志
- 魏略